# 伊賀和志駅
伊賀和志駅（いかわしえき）は、広島県三次市作木町伊賀和志下原にあった、西日本旅客鉄道（JR西日本）三江線の駅（廃駅）である。三江線の廃止に伴い、2018年（平成30年）4月1日に廃駅となった。
県境付近を線路が通っており、広島県内にある当駅の隣の駅はいずれも島根県である。

## 歴史
- 1975年（昭和50年）8月31日：三江線の浜原駅 - 口羽駅間延伸により開業[1]。
- 1987年（昭和62年）4月1日：国鉄分割民営化により西日本旅客鉄道が継承[1]。
- 2018年（平成30年）4月1日：三江線の廃線に伴い廃止。

## 駅構造

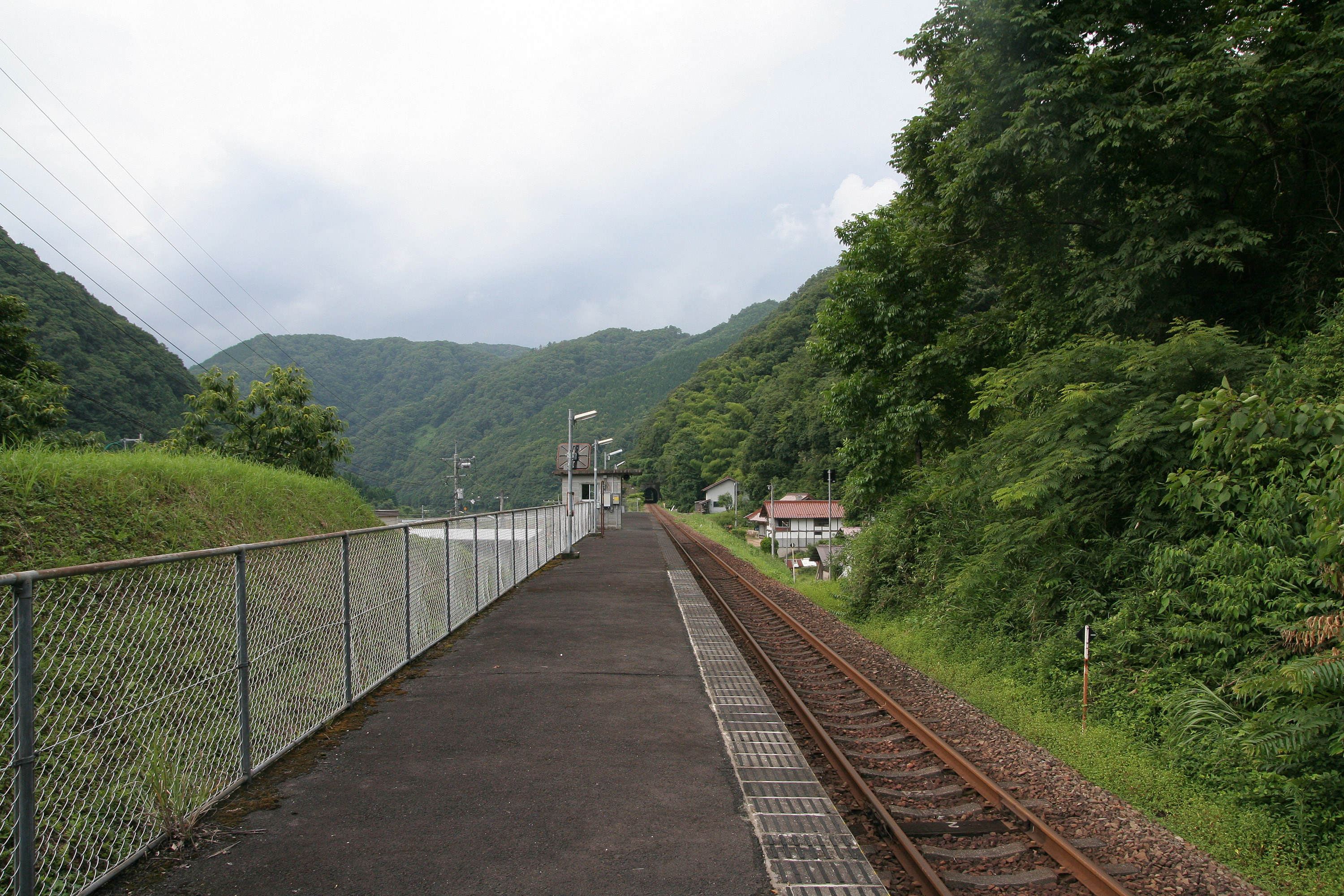
構内（2008年7月）

三次方面に向かって右側に単式ホーム1面1線を持つ地上駅（停留所）。ホーム上に待合室があるのみの無人駅（浜田鉄道部管理）で、入場時は直接ホームに入る形になっていた。自動券売機等の設備はなかった。駅はトンネルとトンネルの間の、やや高いところにあった。

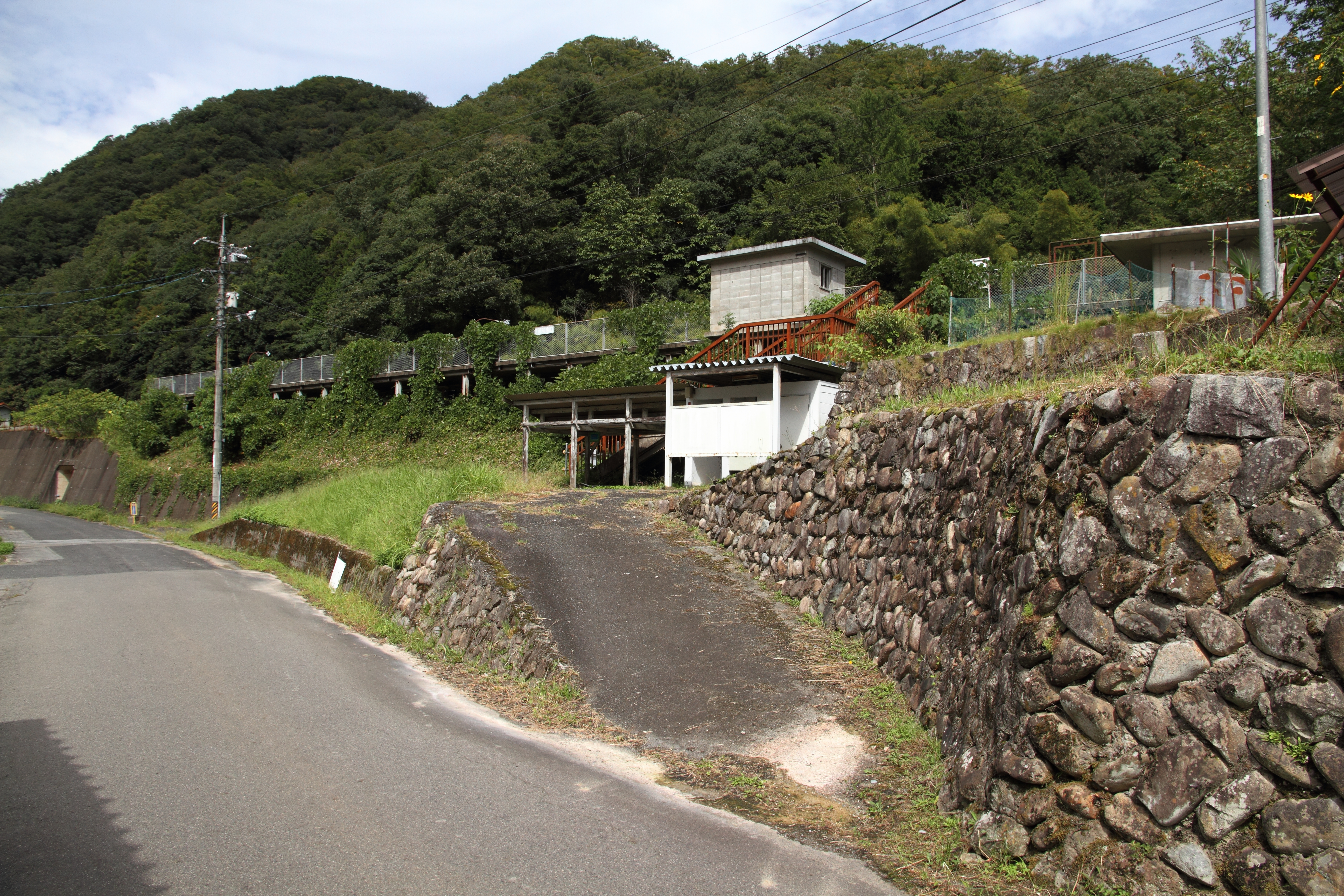
駅全景。待合室は残存している（2019年9月）
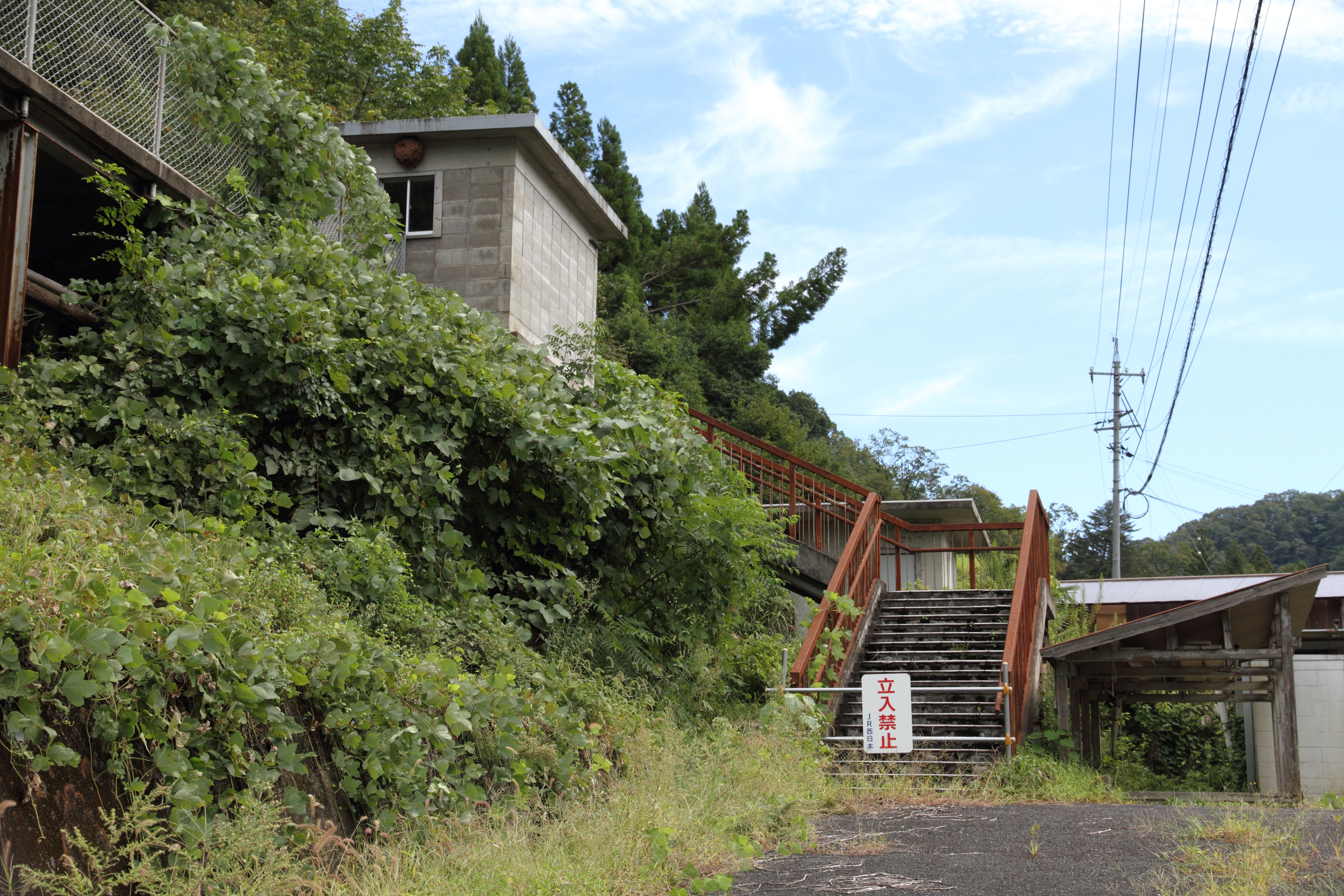
駅入口。構内には立入禁止となっている（2019年9月）

## 利用状況
近年の1日平均乗車人員は以下の通りである。なお、1994年度は11人、1984年度は8人だった。
| 乗車人員推移 | 乗車人員推移 |
| 年度         | 1日平均人数  |
| ------------ | ------------ |
| 1999         | 5            |
| 2000         | 7            |
| 2001         | 7            |
| 2002         | 5            |
| 2003         | 5            |
| 2004         | 3            |
| 2005         | 3            |
| 2006         | 1            |
| 2007         | 3            |
| 2008         | 2            |
| 2009         | 1            |
| 2010         | 0            |
| 2011         | 0            |
| 2012         | 0            |
| 2013         | 0            |
| 2014         | 0            |
| 2015         | 0            |
| 2016         | 0            |
| 2017         | 2            |

## 駅周辺
- 伊賀和志天満宮
- 蓮光寺
- 国道375号
- 島根県道294号邑南美郷線 - 江の川の対岸を通る島根県道。
- 備北交通「伊賀和志」停留所[2] - 以前は三次市民バスの作木町線下地区ルート（月曜・木曜・金曜運行）が「伊賀和志駅」停留所を発着していた[3]。
- 江の川

## その他
- 三江線活性化協議会により、石見神楽の演目名にちなんだ「鈴合せ」の愛称が付けられていた[4]。

## 隣の駅
西日本旅客鉄道（JR西日本）
 三江線
宇都井駅 - 伊賀和志駅 - 口羽駅

#### 統計資料
1. ↑  “島根県統計書”. しまね統計情報データベース.   島根県政策企画局. 2025年2月5日閲覧。